# سنوب بولارد
سنوب بولارد (بالإنجليزية: Snub Pollard)‏ هو ممثل أسترالي، ولد في 9 نوفمبر 1889 في أستراليا، وتوفي في 19 يناير 1962 ببربانك في الولايات المتحدة بسبب سرطان.

## أعمال

### أفلام
- (1915) عن طريق البحر
- (1916) شرطي
- (1917) مقروص
- (1950) كل شيء عن إيف
- (1952) أضواء المسرح
- (1952) لنغني تحت المطر[2][3]
- (1956) إقناع ودي
- (1962) الرجل الذي أطلق النار على ليبرتي فالنس

## وصلات خارجية
- سنوب بولارد على موقع IMDb (الإنجليزية)
- سنوب بولارد على موقع ألو سيني (الفرنسية)
- سنوب بولارد على موقع أول موفي (الإنجليزية)
- سنوب بولارد على موقع قاعدة بيانات الأفلام السويدية (السويدية)
- سنوب بولارد على موقع قاعدة بيانات الفيلم (الإنجليزية)
- سنوب بولارد على موقع كينوبويسك (الروسية)